# A'Quonesia Franklin
A'Quonesia Krashun Franklin (Tyler, 29 settembre 1985) è un'ex cestista e allenatrice di pallacanestro statunitense, professionista nella WNBA.

## Carriera
È stata selezionata dalle Sacramento Monarchs al terzo giro del Draft WNBA 2008 (38ª scelta assoluta).
Dal maggio 2019 è allenatrice della Lamar University.